# Sobór św. Katarzyny w Chersoniu
Sobór św. Katarzyny – prawosławny sobór, pierwotnie wojskowy, obecnie parafialny, w Chersoniu. Jedna z cerkwi w dekanacie wschodnim eparchii chersońskiej Ukraińskiego Kościoła Prawosławnego Patriarchatu Moskiewskiego. Miejsce pochówku Grigorija Potiomkina.

## Historia
Sobór jest najstarszą w Chersoniu murowaną budowlą. Był wznoszony w latach 1781–1786 na terenie twierdzy chersońskiej, według projektu Iwana Starowa, pod bezpośrednią kontrolą Grigorija Potiomkina, jako dar dla carycy Katarzyny II. Ikonostas dla świątyni wykonał Michaił Szybanow. W 1787 r. wyświęconą już cerkiew odwiedziła Katarzyna II, wykonany dla niej tron nadal znajduje się w soborze. Cerkiew jest również miejscem pochówku Grigorija Potiomkina. Była to świątynia przeznaczona dla wojska, nabożeństwa w niej sprawowali kapelani armii. Funkcję głównego soboru w mieście pełniła najpierw mniejsza cerkiew św. Michała Archanioła w twierdzy chersońskiej, a następnie sobór Zaśnięcia Matki Bożej.
W 1922 r. władze radzieckie przeprowadziły w soborze konfiskatę cennego wyposażenia. Osiem lat później świątynia została zamknięta i zaadaptowana najpierw na muzeum religii i ateizmu, a następnie na magazyn zbożowy. Ikonostas Szybanowa został zniszczony. W 1941 r., po wejściu wojsk niemieckich do miasta, sobór poświęcono powtórnie, wstawiono do niego nowy jednorzędowy ikonostas, złożony z ocalałych ikon będących przed 1930 r. na wyposażeniu cerkwi. Po II wojnie światowej świątynia pozostała czynna do 1962 r. Następnie władze ponownie ją zamknęły, budynek był kolejno adaptowany na różne cele świeckie: mieściły się w nim magazyn, targ książek, oddział towarzystwa ochrony zabytków. W 1979 r. obiekt został wpisany do rejestru zabytków. Dziesięć lat później nieremontowany budynek był w stanie na tyle złym, że nie mógł być dalej użytkowany. W 1991 r. sobór zwrócono Cerkwi. Jego restauracją w kolejnych latach kierowała Tamara Gusielnikowa.
W październiku 2022 r. rosyjskie wojska okupacyjne, wycofując się z Chersonia, dokonały ekshumacji szczątków Grigorija Potiomkina i wywiozły je z miasta.

## Architektura
Sobór został zbudowany z jasnożółtego wapienia. Reprezentuje styl klasycystyczny. Główne wejście do budynku, od strony zachodniej, prowadzi przez czterokolumnowy portyk z kolumnami w porządku toskańskim. Na nim znajduje się napis „Katarzyna II poświęca Zbawicielowi ludzkości”, stąd sobór był też potocznie nazywany Spaskim (cerk. Spasitiel' – Zbawiciel). Cerkiew wieńczy jedna kopuła. Proporcje świątyni mają potęgować wrażenie monumentalizmu i wielkości budowli, chociaż w rzeczywistości nie jest ona szczególnie obszerna. Na fasadzie budynku, w niszach, znajdują się figury świętych Piotra i Pawła. Ich obecność niesie przekaz symboliczny – w zamyśle księcia Potiomkina ukazany z mieczem w dłoni Paweł przypomina o tym, że klucze do raju (trzymane przez Piotra) zdobywa się tylko poprzez walkę; rajem ziemskim miały być zaś zdobyte prowincje południa Rosji. Obecność Piotra i Pawła przypomina również, że Chersoń miał być Petersburgiem południa.
Na zachód od soboru znajduje się klasycystyczna dzwonnica.
W świątyni przechowywana jest ikona Matki Bożej „Nie rozpaczaj po mnie, Matko”, którą w 2017 Święty Synod Ukraińskiego Kościoła Prawosławnego oficjalnie ogłosił cudotwórczą.
Na terenie soboru znajdują się nagrobki inżyniera-pułkownika Korsakowa, budowniczego twierdzy chersońskiej oraz soboru, generała-majora Wołkońskiego, brygadiera Iwana Goricza, gen. Iwana Mellera-Zakomielskiego i innych wojskowych uczestniczących w wojnach rosyjsko-tureckich.